# Parastrangalis shikokensis
Parastrangalis shikokensis là một loài bọ cánh cứng trong họ Cerambycidae.